# HamburgAmbassador Programm
Das HamburgAmbassador Programm ist ein Marketingprogramm der Stadt Hamburg mit dem Ziel, die Bekanntheit der Stadt und der Metropolregion Hamburg weltweit zu steigern. Hierzu engagieren sich dauerhaft im Ausland lebende Persönlichkeiten aus Wirtschaft, Kultur und Gesellschaft, welche einen besonderen Bezug zu Hamburg haben, die sogenannten „HamburgAmbassadors“, ehrenamtlich in ihrer jeweiligen neuen Wahlheimat.
Das Programm wurde im Jahr 2005 durch den Hamburger Senat gemeinsam mit der Hamburgischen Gesellschaft für Wirtschaftsförderung, der Hamburg Marketing GmbH und der Handelskammer Hamburg ins Leben gerufen. Stand Juni 2019 waren 36 „HamburgAmbassadors“ in 24 Ländern aktiv. Möglichkeiten des Engagements sind die Verteilung von Informationsmaterialien, Vorträge über Hamburg, die Ausrichtung von Veranstaltungen mit Hamburgbezug und die Mitarbeit an Delegationsreisen von und nach Hamburg und an Messen, Tagungen, Kongressen und Empfängen. Ein von den beteiligten Organisationen gebildetes Auswahlgremium entscheidet nach Vorschlägen über eine Aufnahme in das Ehrenamt, Bewerbungen sind nicht möglich. Die Ernennung erfolgt durch Urkunde des Ersten Bürgermeisters zunächst für drei Jahre und kann beliebig oft um diesen Zeitraum verlängert werden.
Ein sogenanntes „HamburgAmbassador Office“ koordiniert das Programm. Es organisiert ein jährliches mehrtägiges Treffen der Ehrenamtlichen zu  ausgewählten Schwerpunktthemen im Mai jeden Jahres, vor oder nach dem Hafengeburtstag.